# WebSocket
WebSocket é uma tecnologia que permite a comunicação bidirecional por canais full-duplex sobre um único soquete Transmission Control Protocol (TCP). Ele é projetado para ser executado em browsers e servidores web que suportem o HTML5, mas pode ser usado por qualquer cliente ou servidor de aplicativos. A API WebSocket está sendo padronizada pelo W3C; e o protocolo WebSocket está sendo padronizado pelo IETF.
Websocket foi desenvolvido para ser implementado em browsers web e servidores web, mas pode ser usado por qualquer cliente ou aplicação servidor. O protocolo Websocket é um protocolo independente, baseado em TCP. Sua única relação com o HTTP é que seu handshake é interpretado por servidores HTTP como uma requisição de upgrade.

## Esquema de URL
A especificação do protocolo WebSocket define dois tipos de esquemas de URL: ws: e wss:, para conexões não criptografadas e criptografadas, respectivamente. Além do esquema de nomes, o resto dos componentes da URL são definidos para usar a sintaxe genérica de URI.

## Suporte
Todos os browsers mais atuais, com exceção do browser Android, suportam a ultima especificação do protocolo Websocket (RFC 6455). Uma suíte de testes detalhados para protocolo lista a conformidade destes browsers aos aspectos específicos do protocolo.
- Internet Explorer 10+
- Mozilla Firefox 4+
- Safari 5+
- Google Chrome 4+
- Opera 11+[7]

| Protocol         | Draft date               | Internet Explorer | Firefox (PC)   | Firefox (Android) | Chrome (PC, Mobile) | Safari (Mac, iOS) | Opera (PC, Mobile) | Android Browser |
| ---------------- | ------------------------ | ----------------- | -------------- | ----------------- | ------------------- | ----------------- | ------------------ | --------------- |
| hixie-75         | February 4, 2010         |                   |                |                   | 4                   | 5.0.0             |                    |                 |
| hixie-76 hybi-00 | May 6, 2010 May 23, 2010 |                   | 4.0 (disabled) |                   | 6                   | 5.0.1             | 11.00 (disabled)   |                 |
| 7 hybi-07        | April 22, 2011           |                   | 61             |                   |                     |                   |                    |                 |
| 8 hybi-10        | July 11, 2011            |                   | 71             | 7                 | 14                  |                   |                    |                 |
| 13 RFC 6455      | December, 2011           | 10                | 11             | 11                | 16                  | 6                 | 12.10              |                 |

## Exemplos de WebSockets[15]
- PHP
  - Ratchet[16]
- Node.js
  - Socket.IO[17]
  - WebSocket-Node[18]
  - ws[19]
- Java
  - Jetty[20]
- Ruby
  - EventMachine[21]
- Python
  - pywebsocket[22]
- Erlang
  - Shirasu[23]
- C++
  - libwebsockets[24]
- .NET
  - SuperWebSocket[25]